# Milieu stérile
 (janvier 2019).
Si vous disposez d'ouvrages ou d'articles de référence ou si vous connaissez des sites web de qualité traitant du thème abordé ici, merci de compléter l'article en donnant les références utiles à sa vérifiabilité et en les liant à la section « Notes et références ».
Un milieu stérile est un environnement dépourvu de germe (bactérie, virus, parasites, champignon, prion), naturellement (vide sidéral, couches profondes du sous-sol, etc.) ou parce qu'il a été stérilisé.

## Procédés
On obtient l'asepsie par des procédés de stérilisation (et/ou désinfection) chimiques (oxyde d'éthylène), ionisants, physiques (chaleur, vapeur, rayonnements ultraviolets). 

## Application
Un milieu stérile est recherché en médecine pour éviter les infections nosocomiales et la prolifération des bactéries. 
Le personnel médical peut conserver un milieu stérile grâce à l'asepsie développée vers le XIXe siècle qui consiste à protéger l'individu malade avec des charlottes (pour empêcher les cheveux de tomber), en se lavant les mains, avec des gants, etc.